# Qianleptoneta quinquespinata
Qianleptoneta quinquespinata is een spinnensoort in de taxonomische indeling van de Leptonetidae.
Het dier behoort tot het geslacht Qianleptoneta. De wetenschappelijke naam van de soort werd voor het eerst geldig gepubliceerd in 2008 door Chen & M. S. Zhu.